# 阿邦库尔 (默尔特-摩泽尔省)
阿邦库尔（法語：Aboncourt，法語發音：[abɔ̃kuʁ]）是法国默尔特-摩泽尔省的一个市镇，位于该省南部，和孚日省接壤，属于图勒区。

## 地理
阿邦库尔（48°21'29"N, 5°58'1"E）面积6.93 平方千米，位于法国大東部大區默尔特-摩泽尔省，该省份为法国东北部内陆省份，是洛林的一部分，北邻比利时、卢森堡，北起顺时针与摩泽尔省、下莱茵省、孚日省和默兹省接壤。
与阿邦库尔接壤的市镇（或旧市镇、城区）包括：马孔库尔、圣普朗谢、伯沃赞、库尔塞勒、格里蒙维莱、谢夫欧。

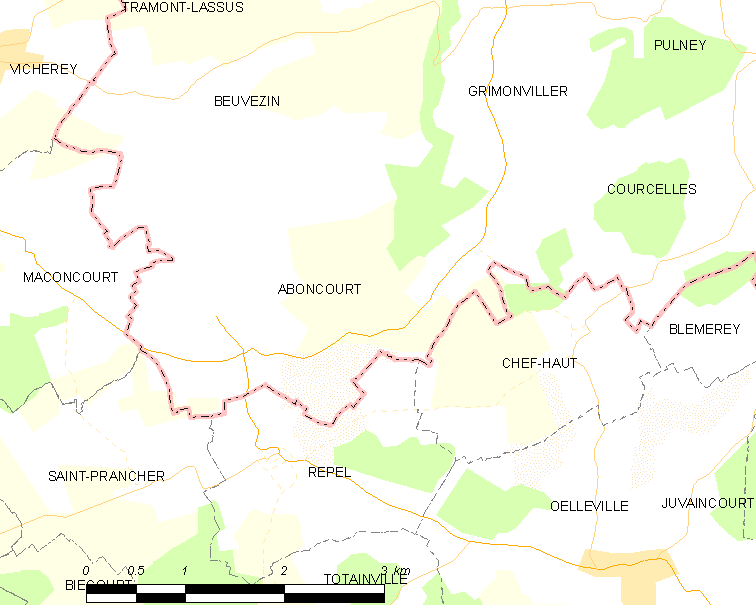
的OSM定位图

阿邦库尔的时区为UTC+01:00、UTC+02:00（夏令时）。

## 行政
阿邦库尔的邮政编码为54115，INSEE市镇编码为54003。

## 政治
阿邦库尔所属的省级选区为梅讷欧桑图瓦县。

## 人口

1962-2008年间人口变化图示

阿邦库尔于2022年1月1日时的人口数量为90人。